# オルセリン酸
オルセリン酸（オルセリンさん、orsellinic acid）は、有機酸の1種である。地衣類の生化学に重要な役割を果たし、地衣類から単離された。オルシルアルデヒドを酸化することによっても得られる。
エベルニン酸とラマール酸を水酸化バリウムとともに煮沸することでも生成する。針状の無色の結晶となり、急速に加熱すると融解し、175 ℃付近で分解される。